# Juliana Gattas
Juliana Romina Gattas Salinas (Buenos Aires, 1 de agosto de 1978) es una cantante y actriz argentina. Es reconocida por ser la fundadora y una de las voces del grupo musical Miranda! desde 2001.

## Biografía
En sus años de juventud le gustaban las divas, las estrellas de Hollywood y las películas clásicas. Siente una gran admiración por Federico Fellini. Menciona como inspiraciones a Annie Lennox de Eurithmycs y a Boy George.
Siempre supo que quería cantar, aunque empezó a estudiar seriamente a la edad de quince años; mientras tanto hacía teatro, cerámica y pintura. Antes de integrarse al grupo Miranda! se ganaba la vida como cantante de jazz entre 1997 y 1998 y su público generalmente se limitaba a bares y pequeños complejos bailables. Sin embargo, durante un concierto de jazz, conoce a Alejandro Sergi y automáticamente surge una relación de amistad entre ellos. Descubren que tienen gustos musicales similares y objetivos en común y deciden conformar un grupo musical. Juntos forman el dúo llamado «Lirio», donde él cumplía papel de programador, reversionando temas de jazz en estilo electrónico y ella cantaba. Para sus presentaciones, Alejandro Sergi decide componer un tema propio llamado «Imán», y al tocarlo en vivo vieron que las reacciones fueron positivas. Leandro Fuentes, conocido como «Lolo», era una de las personas del público, al quedar fascinado con su presentación, decide encararlos para formar una banda.
Miranda! se formó el 27 de julio de 2001, conformado por los cantantes Alejandro Sergi y Juliana Gattas, el guitarrista Leandro Fuentes («Lolo») y el programador Bruno de Vincenti. La banda debutó en los escenarios ese mismo mes. Hacia noviembre de 2002, el cuarteto lanza su primer álbum, titulado Es mentira. Luego, el mismo fue editado por Secsy Discos en asociación con el canal televisivo Locomotion.
Nicolás Grimaldi, más conocido como «Monoto», se incorporó a la banda destacándose en el bajo. Por otro lado, luego de sus primeras apariciones en MTV, Miranda! ofreció su primer concierto en un teatro, algo que sin duda marcaría una etapa decisiva en la carrera musical de sus integrantes. Para ese entonces, Gattas ya había adquirido más importancia a nivel internacional.
En 2011, lanzan el disco Magistral, que contiene diez canciones producidas por Cachorro López y compuestas por Ale Sergi, en donde tres de ellas están firmadas junto a Juliana por primera vez. En algunas vuelven a resaltar esa faceta de contrapunto entre sus vocalistas, la cual los llevó a ser comparados con el dúo Pimpinela en discos anteriores, mientras que en otras participa Juliana como solista.
Siempre como integrante de Miranda! lanzó en 2014 el disco Safari, en 2017 Fuerte y en 2019 el EP Precoz. Por este último disco el dúo obtuvo en 2020 un Premio Gardel.
Entre 2019 y 2020, Gattas grabó un disco como solista que aún no fue presentado por la situación de pandemia.
En el ámbito televisivo, en 2012 junto a Ale Sergi fue parte del jurado de La Voz Argentina, programa emitido en Telefe. En 2015, fue jurado del reality musical de Telefe Elegidos (La música en tus manos), junto a Ale Sergi, Soledad Pastorutti, Axel y el Puma Rodríguez.
En 2024, presentó su disco solista Maquillada en la cama el cual cuenta con la composición del músico chileno Alex Anwandter. Además, debutó como actriz de cine con un papel principal en el film «Los domingos mueren mas personas», dirigido por Iair Said.

## Discografía

### Álbumes de estudio conMiranda!
- 2002: Es mentira
- 2004: Sin restricciones
- 2007: El disco de tu corazón
- 2009: Miranda es imposible!
- 2011: Magistral
- 2014: Safari
- 2017: Fuerte
- 2021: Souvenir
- 2023: Hotel Miranda!
- 2025: Nuevo Hotel Miranda!

### Álbumes como solista
- 2024: Maquillada en la Cama

Sencillos como solista
- 2023: Maquillada en la cama
- 2023: Borracha en un baño ajeno
- 2024: Emocionalmente tuya

## Televisión

### Telefe
- La Voz (2012, 2025)
- Elegidos (2015)
- Pasado de Copas (2018)
- Pasapalabra (2021)

### TVP
- Tomate la Tarde (2016)
- De otro planeta (2017)

## Cine
- Los domingos mueren más personas (2024) como Elisa